# Estatus político de Puerto Rico

## Introducción

Bandera del Estado Libre Asociado de Puerto Rico. Fue adoptada oficialmente en 1952.

Bandera de los Estados Unidos de América.

El estatus político de Puerto Rico se centra en la pregunta sobre si este territorio no incorporado de los Estados Unidos debe integrarse como un nuevo estado federado del país norteamericano, mantener la actual relación bajo la definición del Estado libre asociado y bajo los términos de la Constitución de 1952, o constituirse en un país independiente, ya sea en la forma de una libre asociación con los Estados Unidos o como un Estado soberano con completo dominio sobre sus asuntos nacionales y territoriales. Siete referendos (1967, 1993, 1998, 2012, 2017, 2020 y 2024) se han celebrado localmente, con la aprobación o bajo consulta del Congreso de los Estados Unidos, con el propósito de conocer la opinión de sus residentes.

### Posición del Gobierno de los Estados Unidos sobre el estatus de Puerto Rico
A lo largo del tiempo, el Gobierno federal de los Estados Unidos ha reiterado su respaldo al principio de autodeterminación del pueblo puertorriqueño, cuyos habitantes son ciudadanos estadounidenses desde 1917. En diversas ocasiones, ha manifestado su disposición a respaldar activamente la integración de Puerto Rico como estado de la Unión, en caso de que esa sea la decisión adoptada por sus residentes mediante mecanismos democráticos.
Varios presidentes de Estados Unidos han expresado posturas favorables al respecto. Gerald Ford, Ronald Reagan y George H. W. Bush apoyaron abiertamente la admisión de Puerto Rico como estado. Por su parte, Jimmy Carter, Bill Clinton y Barack Obama defendieron el derecho de autodeterminación de los puertorriqueños, manifestando su respaldo a cualquier resultado que emane de un proceso de consulta popular legítimo.
El 11 de diciembre de 2012, la Asamblea Legislativa de Puerto Rico aprobó una resolución concurrente para requerir al presidente y al Congreso de los Estados Unidos que actúen de conformidad con el reclamo del pueblo de Puerto Rico, con el propósito de poner fin, de manera definitiva, al estatus territorial actual de la isla e iniciar el proceso de admisión de Puerto Rico como estado de la Unión. Esta petición se fundamenta en la voluntad expresada de manera libre y democrática en el plebiscito celebrado el 6 de noviembre de 2012, y tiene también otros fines relacionados.
La legislatura hizo lo mismo en diciembre de 2020 para que el Congreso y el entonces presidente Joe Biden reconocieran los resultados y apoyasen la estadidad de Puerto Rico.

## Antecedentes
Estados Unidos adquirió el control del territorio insular de Puerto Rico en 1898, tras la conclusión de la Guerra Hispano-Estadounidense y la firma del Tratado de París. En 1950, el Congreso de los Estados Unidos aprobó la Ley Pública 81-600, que autorizó a Puerto Rico a convocar una convención constitucional. Como resultado, en 1952 los residentes de la isla ratificaron una Constitución que establecía una forma republicana de gobierno. Esta fue aprobada posteriormente por el Congreso y el presidente en julio de ese mismo año, y entró en vigor el 25 de julio de 1952, conforme a las disposiciones de la Ley Pública 82-447.
Puerto Rico ha estado bajo el control colonial de Estados Unidos durante más de un siglo y los puertorriqueños han sido ciudadanos estadounidenses desde 1917. Desde la promulgación de la actual Constitución del Estado Libre Asociado en 1952, se produjeron intentos locales para cambiar el estatus político de la isla, lo que se tradujo en tres referéndums efectuados en 1967, 1993 y 1998. Un referéndum adicional fue celebrado en 1991 para intentar modificar la relación con los Estados Unidos a través de una enmienda a la Constitución de Puerto Rico. Los resultados de tales referéndums o plebiscitos favorecieron mantener la situación actual sobre las opciones de independencia y la estadidad.
Como resultado del actual estatus como un territorio no incorporado de los Estados Unidos, los ciudadanos estadounidenses radicados en Puerto Rico no tienen representación con voto en el Congreso. En lugar de la representación directa a través de los senadores y representantes en la Casa Blanca, Puerto Rico sólo tiene uno, sin derecho a voto Comisionado Residente en la Cámara de Representantes. Por otra parte, Puerto Rico no está representado en el Colegio Electoral, y por lo tanto los ciudadanos residentes en Puerto Rico no son elegibles para votar en las elecciones presidenciales cada cuatro años.
Aunque Puerto Rico goza actualmente de un cierto grado de autonomía local, de acuerdo con la Constitución de los Estados Unidos, el gobierno de la isla se rige bajo la autoridad del Congreso de los Estados Unidos y el presidente.  Por lo tanto, los resultados de los plebiscitos, sean o no autorizados por el Congreso, al tiempo que reflejan el sentimiento público, y a pesar de tener un determinado impacto, pueden ser ignorados por el Congreso. En última instancia, los resultados de los plebiscitos de Puerto Rico son opiniones no vinculantes, a pesar de las resoluciones del Congreso que han expresado su apoyo para el ejercicio de una auto-determinación del pueblo de Puerto Rico. 

### Ley de Relaciones Federales
La Ley Pública 81-600 (PL 81-600) de los Estados Unidos, que autorizó el proceso que condujo a la Constitución de 1952, siguió las disposiciones de la Ley Jones de 1917 que rigen la relación entre Puerto Rico y los Estados Unidos. Un conjunto de disposiciones que comúnmente se conoce como la Ley de Relaciones Federales (FRA) 48 USC § 731. Las disposiciones de la Ley de Relaciones Federales según lo codificado en el Título 48, Capítulo 4 del Código de los Estados Unidos se aplicarán a la isla de Puerto Rico e islas adyacentes pertenecientes a los Estados Unidos, así como las aguas de las islas, y el nombre de Puerto Rico, tal como se utiliza en este capítulo, se entenderá que incluye no sólo la isla de ese nombre, sino todas las islas adyacentes, como queda establecido.  La FRA incluye disposiciones contenidas originalmente en la Ley Orgánica de 1917 (39 Stat. 951) que estableció un gobierno emanado de la sociedad civil de Puerto Rico. La ley de 1917 se conoce como la Ley Jones. La Ley Jones de 1917 fue la segunda Ley Orgánica que el Congreso aprobó para Puerto Rico, siendo la primera la Ley Foraker, aprobada por el Congreso en 1900 (31 Stat. 77). El contenido de la FRA trata principalmente sobre las cuestiones que están sujetas a la autoridad del Congreso y que se establecen de conformidad con la legislación federal, como el estatus de ciudadanía de los residentes, sus derechos civiles, el comercio, impuestos y finanzas públicas, la administración de tierras públicas controladas por el gobierno federal, la aplicación de la ley federal sobre las aguas navegables, la representación del Congreso y los procesos judiciales.
Aunque la Constitución de 1952 establece la autonomía de los puertorriqueños, el Congreso no cedió su autoridad última sobre las islas. Ocasionalmente, el Congreso ha dejado manifiesta su autoridad última mediante la promulgación de legislación que es pertinente a asuntos locales. Por ejemplo, el Congreso enmendó las disposiciones de FRA que tratan sobre el desarrollo urbano local y la Autoridad de Desmonte de Barrios (Slum Clearance Authority en inglés) en 1955. Véase 48 USC § 914.

### Terminología
El término actual del inglés, "commonwealth", que se emplea para describir políticamente a Puerto Rico es la misma terminología empleada en otros lugares más con otros significados que divergen completamente en lo que se entiende para el caso particular del territorio caribeño:
- Commonwealth (Mancomunidad, en español) es la denominación que cuatro estados de la Unión Americana han elegido para sí mismos, a pesar de que su relación con los Estados Unidos es idéntica a la de los otros estados. Estos estados son Kentucky, Massachusetts, Pensilvania y Virginia.
- Varios estados independientes utilizan el término "Commonwealth" en su propio estilo, como el "Commonwealth de Australia" o el "Commonwealth de las Bahamas", históricamente, Islandia y la Mancomunidad de Polonia-Lituania también han utilizado el estilo en inglés. Aquí refiriéndose a su definición original, como una traducción del latín res publica.
- Commonwealth es parte del nombre de la Mancomunidad de Naciones, un grupo de naciones independientes, que se unió voluntariamente por lazos comunes de varios tipos y cuya membresía está sujeta a la revocación unilateral por cualquiera de las partes.
- Commonwealth también se utiliza en la Comunidad de Estados Independientes (CEI), anteriormente parte de la Unión Soviética, pero ahora un grupo de naciones independientes que se unieron voluntariamente por estrechos lazos de diversa índole.

Sin embargo, en los Estados Unidos, la "Commonwealth" es también un término sin definición legal claro y estable, ahora y anteriormente utilizado por las posesiones actuales y pasados de los Estados Unidos:
- Commonwealth era un término usado por Filipinas antes de ganar su independencia de los Estados Unidos en 1947 y convertirse en una república, antes de que la Suprema Corte de Justicia de los Estados Unidos había declarado que era un territorio no incorporado de los Estados Unidos.[7]
- Commonwealth es el término utilizado por el territorio estadounidense de las Islas Marianas del Norte, un país que todavía es, sin dudas “una colonia y a la luz de los criterios de la descolonización aprobados por las Naciones Unidas, y [que] es abiertamente tratado como un territorio por el gobierno de los Estados Unidos”.
- La definición de Commonwealth según la política actual del Departamento de Estado estadounidense (según se estipula en el Manual de Relaciones Exteriores del departamento) se lee de la siguiente manera: "El término Commonwealth no describe ni establece ninguna condición específica política o relación. Tanto los estados y territorios han empleado el término para denominarse así mismos. Cuando se utiliza en relación a las zonas bajo la soberanía de Estados Unidos que no son Estados, el término describe ampliamente un área que es autónoma en virtud de una constitución de propia adopción, y cuyo derecho de auto-gobierno no sería retirado unilateralmente por el Congreso".[8]

Juan R. Torruella, un juez de la Corte de Apelaciones del Primer Circuito (la Corte Federal de Apelaciones con jurisdicción en el Tribunal Federal para el Distrito de Puerto Rico), afirma que el uso del término de Commonwealth es una etiqueta con la cual "se puede engañar y ocultar la verdadera naturaleza de las cosas". Afirma que Puerto Rico es, obviamente, no un estado, y que "ni el estado de Puerto Rico ni su relación con los Estados Unidos es compatible con cualquier reclamo legítimo que un tipo británico de "Commonwealth" que existiese para Puerto Rico y los Estados Unidos".

### Los casos insulares
Históricamente se ha advertido que "cualquier investigación sobre la situación (estatus) de Puerto Rico debe comenzar en la Constitución de los Estados Unidos, así como las diversas decisiones de la Corte Suprema y tribunales inferiores".
Casi inmediatamente después de que Puerto Rico fuera cedido a los Estados Unidos, el estado político de Puerto Rico fue definido por una serie de decisiones históricas hechas por la Corte Suprema de los Estados Unidos en lo que se conocen colectivamente como los Casos Insulares. Desde el 1901 hasta el 1905, la Suprema Corte de los Estados Unidos en una serie de opiniones sostuvo que la Constitución extiende ex proprio vigore a los territorios. Sin embargo, la Corte en estos casos también estableció la doctrina de la incorporación de los territorios. Bajo los mismos, la Constitución sólo se aplica plenamente en los territorios incorporados, tales como Alaska y Hawai, mientras que sólo se aplica parcialmente en los nuevos territorios no incorporados de Puerto Rico, Guam y las Filipinas. Aunque otros casos les siguieron, en sentido estricto los Casos Insulares son los originales seis dictámenes emitidos sobre los territorios adquiridos como resultado del Tratado de París (1898). Los seis casos fueron los siguientes:
- "De Lima vs. Bidwell", 182 U.S. 1 (1901): Un demandante impugnó la imposición de derechos para la importación (aranceles) del azúcar de Puerto Rico a los Estados Unidos. El Tribunal favoreció a la parte demandante y sostuvo que Puerto Rico no era un "país extranjero" y por lo tanto los aranceles no son válidos.
- "Goetze vs. Estados Unidos (Crossman contra los Estados Unidos)", 182 U.S. 221 (1901).
- "Dooley vs. Estados Unidos", 182 U.S. 222 (1901).
- “Armstrong contra los Estados Unidos” , 182 U.S. 243 (1901).
- “Downes v Bidwell”, 182 U.S. 244 (1901): Considerado como el principal Caso Insular, llegó a la conclusión de que los Estados Unidos podría adquirir territorio y ejercer el poder sin restricciones para determinar cuáles son los derechos a conceder a sus habitantes. Se incluye la "frase fatídica": "Si bien en un sentido internacional, Puerto Rico no era un país extranjero, ya que estaba sujeto a la soberanía y era propiedad de los Estados Unidos, es foráneo a los Estados Unidos en un sentido doméstico, porque la isla no está incorporada a los Estados Unidos, mas le pertenece meramente como una posesión".[12]  El caso creó la categoría sin precedentes constitucionales de "territorios no incorporados".[13]
- “Huus vs. New York and Porto Rico Steamship Co.”, 182 U.S. 392 (1901).

Otras autoridades, como José Trías Monge, afirma que la lista también incluye otros dos casos: 
- “Dooley vs. Estados Unidos”, 183 U.S. 151 (1901)
- “Fourteen Diamond Rings vs. Estados Unidos”, 183 U.S. 176 (1901)

La Suprema Corte de Justicia produjo después de estas fechas otras decisiones. Por ejemplo, en Balzac vs. Puerto Rico, 258 U.S. 298, 305 (1922), se explica la distinción entre un territorio incorporado y un territorio no incorporado. Juan R. Torruella reiteraba de esta manera que, "un territorio no incorporado es un territorio en cuanto a que, cuando fue adquirido por los Estados Unidos, no se expresó una intención clara de que con el tiempo se incorporaría a la Unión como un Estado".
Dado que los Casos Insulares habían establecido que sólo los derechos en la Declaración de Derechos (Bill of Rights) de los Estados Unidos que están declarados "fundamentales" son aplicables en los territorios no incorporados, las implicaciones del caso Balzac vs. Puerto Rico han sido formidables. Por ejemplo:
- El Tribunal sostuvo que el derecho a un juicio por jurado no es un derecho fundamental, y por lo tanto no es necesario concedérselos a los acusados en Puerto Rico. (véase Dorr vs. Estados Unidos, 195 U.S. 138, 149; Ver también Balzac vs. Puerto Rico, 258 U.S. 298, 312).[16]
- El Tribunal se basó en los casos Downes y Balzac para justificar la negación pura y simple del Seguro de Ingreso Suplementario (SSI por sus siglas en inglés) para los ciudadanos de Estados Unidos que se habían trasladado a Puerto Rico desde los Estados Unidos. Esta decisión permitió al Congreso de los Estados Unidos negar el Seguro de Ingreso Suplementario (SSI) por razones de edad y los beneficios para los niños y los pobres que residen en Puerto Rico, inclusive en el caso de un asegurado que hubiese trabajado toda su vida en los Estados Unidos (territorios incorporados) y que luego se trasladase a vivir a Puerto Rico. (ver Califano vs. Torres, 435 U.S. 1 (1978)).

En una breve concurrencia durante la opinión de la Suprema Corte en Torres vs. Puerto Rico, 442 U.S. 465 (1979), el juez Brennan de la Suprema Corte, sostuvo que los límites implícitos de los Casos Insulares sobre los derechos básicos garantizados por la Constitución (incluidos especialmente la Declaración de Derechos) eran un anacronismo en la década de 1970.

## Implicaciones del actual estatus político

### Nivel de autonomía
Bajo la Constitución de Puerto Rico, Puerto Rico se designa a sí mismo con el término de Estado Libre Asociado o "Commonwealth" y sus residentes tienen un nivel de autonomía administrativa similar a los ciudadanos de un estado cualquiera de los Estados Unidos y como los estados, posee una forma republicana de gobierno, organizada de acuerdo a una constitución adoptada popularmente, y una Declaratoria de Derechos. La Constitución, aprobada por el Congreso de los Estados Unidos, entró en efecto en 1952. Además, como los Estados de la Unión, Puerto Rico carece de "la independencia absoluta propia de una nación independiente", por ejemplo, la autoridad para manejar sus "relaciones internacionales con otras naciones", la retiene el Gobierno Federal.
Constitucionalmente, Puerto Rico está sujeto a la autoridad plenaria del Congreso bajo la cláusula territorial del Artículo IV, sec. 3, de la Constitución de los Estados Unidos. La ley federal se aplica a Puerto Rico, a pesar de que Puerto Rico no es un estado de la Unión Americana y sus residentes no tienen representación con voto en el Congreso de los Estados Unidos. A razón de la promulgación del Acta de Relaciones Federales de 1950, todas las leyes federales que no sean en un "sentido local inaplicables" se convertirán en la ley de Puerto Rico. Desde la legislación de 1950 y 1952, sólo dos decisiones judiciales han sostenido que una ley federal particular, que específicamente no excluye o trata a Puerto Rico de forma distinta, es inaplicable a Puerto Rico. La decisión más reciente fue abandonada en apelación. Efrén Rivera Ramos, Decano de la Facultad de Derecho y profesor de Derecho en la Universidad de Puerto Rico, aclaró el significado de los poderes plenarios, explicando que "el gobierno de un estado obtiene sus poderes de la gente del estado, no obstante el gobierno de este estado debe su existencia por completo a los Estados Unidos de América. De esta manera el Tribunal parece equiparar el poder plenario con un poder exclusivo. El gobierno de los Estados Unidos podría ejercer sobre un territorio el poder que no podía ejercer sobre los estados." Ramos cita al juez Harlan, redactando en 'Grafton vs. los Estados Unidos', 206 U.S. 333 (1907), "La jurisdicción y competencia de los Estados Unidos sobre ese territorio [refiriéndose a las Filipinas] y sus habitantes, para todos los fines legítimos del gobierno es de suma importancia". Ramos al efecto argumenta: "Este poder, sin embargo, no es absoluto, ya que está restringido por algunos derechos fundamentales entonces indefinidos que posee toda persona sometida a la autoridad del gobierno de los Estados Unidos".

#### Relación de Agencias Federales con Puerto Rico
El 30 de noviembre de 1992, el presidente George H. W. Bush emitió un memorando para los jefes de los departamentos ejecutivos y agencias de establecer la relación administrativa actual entre el gobierno federal y el Estado Libre Asociado de Puerto Rico. En este memorando se dirige a todas las dependencias federales, organismos y funcionarios para tratar a Puerto Rico administrativamente como si fuese un estado, en la medida ya que de no hacerlo se interrumpirían los programas federales o de las operaciones.

### Ciudadanía
Desde 1917, a las personas nacidas en Puerto Rico se les ha otorgado la ciudadanía de los Estados Unidos. Los ciudadanos estadounidenses residentes en Puerto Rico, nacidos allí o no, no son residentes de un estado o el Distrito de Columbia y, por tanto, no reúnen los requisitos para votar, personalmente o a través de una boleta en ausencia, en las elecciones federales.
Los puertorriqueños “fueron colectivamente instituidos en ciudadanos estadounidenses” en 1917 como resultado de la Ley Jones-Shafroth. La ley fue promulgada por el presidente Woodrow Wilson el 2 de marzo de 1917.  La dilucidación de la ley federal en la ley federal codificada dentro del Código de los Estados Unidos (U.S.C.) Título 8, 8 USC § 1402, aprobado por el presidente Harry S. Truman el 27 de junio de 1952, declaró que todas las personas nacidas en Puerto Rico en o después del 13 de enero de 1941 que serían ciudadanos estadounidenses por nacimiento (“natural born U.S. Citizen” por su terminología en inglés) y también como todas las personas nacidas en Puerto Rico entre el 11 de abril de 1899 y 12 de enero de 1941, y dado el cumplimiento de determinados requisitos técnicos, aún no ciudadanos de los Estados Unidos en virtud de cualquier otra ley, también se declararon como ciudadanos de los Estados Unidos el 13 de enero de 1941. 
Además, en abril de 2000, el informe del Servicio de Investigación del Congreso (‘Congressional Research Service’ por su nombre en inglés), afirma que los ciudadanos nacidos en Puerto Rico se definen legalmente como ciudadanos naturales, nacidos y por lo tanto, también son elegibles para ser electos como Presidente de los Estados Unidos, siempre que cumplan con las calificaciones de edad y 14 años de residencia en los Estados Unidos (territorios incorporados y organizados). Según este informe, la residencia en Puerto Rico y los territorios y posesiones de los Estados Unidos no puede considerarse como residencia en los Estados Unidos para estos fines.

### Derechos de los residentes
Como Puerto Rico es un territorio no incorporado (véase más arriba) y no un estado de los Estados Unidos, la Constitución de Estados Unidos no es total y automáticamente facultativa para los ciudadanos estadounidenses residentes en Puerto Rico.
Sólo los "derechos fundamentales" en la constitución federal son aplicables a Puerto Rico, lo cual incluye lo establecido en la Cláusula de Privilegios e Inmunidades (Constitución de los Estados Unidos, artículo IV, sección 2, inciso 1, también conocida como la Cláusula de Cortesía) que impide a un Estado tratar a los ciudadanos de los otros estados de manera discriminatoria, con relación a los derechos civiles básicos. La cláusula también abarca el derecho a viajar, por lo que un ciudadano de un estado puede tener los privilegios e inmunidades en cualquier otro estado, esta cláusula constitucional sobre los derechos, privilegios e inmunidades de los ciudadanos de los Estados Unidos se amplió expresamente para Puerto Rico por el Congreso de Estados Unidos a través de la codificación de la ley federal en el Título 48 del Código de los Estados Unidos, 48 USC § 737 y firmado por el presidente Truman en 1947. El Tribunal Supremo ha indicado que una vez que la Constitución se ha extendido en un área (por el Congreso o los tribunales), su cobertura es irrevocable. Sostener que los poderes políticos pueden cambiar la Constitución o desactivar a voluntad llevaría a un régimen en el que, no esta Corte, sino ellos dirán "cuál es la ley".
Otros derechos fundamentales como la Undécima Enmienda y la Cláusula de Comercio Durmiente se extendieron expresamente por la Corte de Apelaciones del Primer Circuito, así como la Primera Enmienda, la Cuarta Enmienda, la Quinta Enmienda, la cláusula del debido proceso y la garantía de igual protección de la Decimocuarta Enmienda también se extendieron expresamente a Puerto Rico por la Suprema Corte de los Estados Unidos. 
En una breve concurrencia durante la opinión de la Suprema Corte en Torres vs. Puerto Rico, 442 U.S. 465 (1979), el juez Brennan de la Suprema Corte, sostuvo que los límites implícitos de los Casos Insulares sobre los derechos básicos garantizados por la Constitución (incluidos especialmente la Declaración de Derechos) eran un anacronismo en la década de 1970.

### Poder Judicial
El Artículo Tercero de la Constitución de Estados Unidos establece la rama judicial del gobierno federal. Este artículo fue extendido expresamente a la Corte Federal de Distrito para el Distrito de Puerto Rico por el Congreso de los Estados Unidos a través de la Ley Federal 89-571, 80 Stat.764, firmado por el presidente Lyndon B. Johnson en 1966. Después de esa fecha, los jueces designados para el tribunal federal de distrito de Puerto Rico han sido jueces nombrados de conformidad con lo estipulado en la Constitución de los Estados Unidos. Además, en 1984 uno de los jueces de la corte federal de distrito, el Juez Juan R. Torruella, oriundo de la isla, fue nombrado para servir en la Corte de Apelaciones de los Estados Unidos para el Primer Circuito, con jurisdicción sobre Puerto Rico, Massachusetts, Rhode Island, Maine y New Hampshire.

### Presencia Federal en Puerto Rico
Las agencias federales del Poder Ejecutivo de los Estados Unidos cuentan con una presencia significativa en Puerto Rico, al igual que en cualquier otro estado de la unión. 
Algunas de las agencias más importantes son:
- U.S. Customs and Border Protection (USCBP): Oficina de Aduanas y Protección Fronteriza de los Estados Unidos.
- U.S. Immigration and Customs Enforcement (ICE): Servicio de Inmigración y Control de Aduanas de los Estados Unidos.
- United States District Attorneys: Fiscal de los Estados Unidos.
- Federal Bureau of Investigation (FBI): Oficina Federal de Investigaciones
- Department of Homeland Security (DHS): Departamento de Seguridad Nacional de los Estados Unidos
- National Labor Relations Board (NLRB): Junta National de Relaciones Laborales.
- Federal Emergency Management Agency (FEMA): Agencia Federal para el Manejo de Emergencias
- Transportation Security Administration (TSA): Administración de Seguridad en el Transporte
- Environmental Protection Agency (EPA): Agencia de Protección Ambiental de los Estados Unidos
- Equal Employment Opportunity Commission (EEOC): Comisión para la Igualdad de Oportunidades en el Empleo de los Estados Unidos.
- Internal Revenue Service (IRS): Servicio de Rentas Internas.
- Social Security Administration (SSA): Administración del Seguro Social.

El sistema financiero de la isla está plenamente integrado a los de los Estados Unidos. Está regulado por el Banco de la Reserva Federal de Nueva York y el presidente Ejecutivo de un banco puertorriqueño, de Popular Inc., es parte de su Junta Directiva.

### Impuestos
El Gobierno de los Estados Unidos clasifica a Puerto Rico como una autoridad fiscal independiente, por la Ley Federal codificada en el Título 48 del Código de los Estados Unidos, 48 USC § 734. Los residentes de Puerto Rico están obligados a pagar los impuestos federales de Estados Unidos, los impuestos de importación y exportación, los impuestos de los productos básicos federales, los impuestos sociales de seguridad, entre otros. Las personas que trabajan con el Gobierno Federal deben pagar impuestos federales sobre la renta, mientras que el resto de los residentes están obligados a pagar impuestos federales sobre la nómina (de la Seguridad Social y Medicare), así como de la Commonwealth de Puerto Rico impuestos sobre la renta. Todos los empleados federales, además de aquellos que hacen negocios con el gobierno federal, además de las empresas con base en Puerto Rico que deseen enviar fondos a los Estados Unidos y algunos otros también pagan impuestos federales sobre la renta. En 2009, Puerto Rico pagó unos US$3,742 mil millones al Departamento del Tesoro de los Estados Unidos.
Debido a que los residentes de Puerto Rico pagan al sistema de la Seguridad Social, son elegibles para recibir beneficios de Seguro Social al momento de su jubilación, pero están excluidos del Seguro de Ingreso Suplementario (SSI) y la isla efectivamente 15 % menos de los fondos a Medicaid que típicamente recibiría si se tratase de un estado de los Estados Unidos. Los proveedores de Medicare son rembolsados en un nivel inferior al 100 % por servicios prestados a los beneficiarios en Puerto Rico, a pesar de que los beneficiarios han pagado en su totalidad al sistema.

### Participación política en Estados Unidos
Desde el año 1961, varios puertorriqueños han sido nombrados por el presidente, con el asesoramiento y consentimiento del Senado, para servir como embajadores de los Estados Unidos en Venezuela, España, Costa Rica, Chile, República Dominicana y las Repúblicas de Mauricio y las Seychelles. Un puertorriqueño fue nombrado por el presidente Obama como embajador en El Salvador. En espera el consejo y consentimiento del Senado de Estados Unidos, el presidente emitió un nombramiento de aplazamiento para que el embajador pudiese asumir su cargo. Como las embajadas están comprendidas dentro del Departamento de Estado, embajadores se reportan ante la Secretaría de Estado.
Puerto Rico participa en el proceso político interno tanto de los partidos Demócrata y Republicano, y representación proporcional partidaria igualitaria en ambos partidos, y los delegados resultantes de la votación de las islas participan en la convención nacional de cada partido.

### Servicio militar
Los puertorriqueños pueden alistarse en la milicia de los Estados Unidos. Desde 1917, los puertorriqueños han sido incluidos en el servicio militar obligatorio, siempre que ha estado en vigor, y más de 400 000 puertorriqueños han servido en las Fuerzas Armadas de los Estados Unidos. Los puertorriqueños han participado en todas las guerras de los Estados Unidos desde 1898, especialmente la Primera Guerra Mundial, la Segunda Guerra Mundial, Corea y Vietnam, así como los actuales conflictos de Oriente Medio. Varios puertorriqueños se convirtieron en jefes notables de estas, cinco han sido galardonados con la Medalla de Honor, la más alta condecoración militar en los Estados Unidos, y varios puertorriqueños han alcanzado el rango de general o almirante, que requiere un nombramiento presidencial y confirmación del Senado, al igual que en el caso de los jueces y embajadores. En la Segunda Guerra Mundial, la guerra de Corea y la guerra de Vietnam los puertorriqueños fueron los soldados hispanos más condecorados y en algunos casos fueron los primeros en morir en combate, aún a pesar de no gozar del derecho de voto en las elecciones generales de la patria por la que dieron su vida. Más de 1300 han muerto por EE. UU. desde la invasión hasta la fecha.

## Sobre el estatus: referéndums o plebiscitos
El principal tema político actualmente en Puerto Rico es la relación del territorio con los Estados Unidos. Un territorio de los Estados Unidos desde 1898, y conocido como "Estado Libre Asociado" (Commonwealth) desde 1952, Puerto Rico hoy está fragmentado por profundas divisiones ideológicas, representadas por sus respectivos partidos políticos, que representan tres distintas formas o escenarios del futuro político: el statu quo (Estado Libre Asociado), la estadidad y la independencia. El Partido Popular Democrático (PPD) tiene como objetivo mantener o mejorar la situación actual para convertirse en un territorio más soberano de los Estados Unidos, el Partido Nuevo Progresista (PNP) tiene por objeto incorporar plenamente a Puerto Rico como un estado de los Estados Unidos y el Partido Independentista Puertorriqueño (PIP) busca la independencia nacional.
Cuando se les cuestionó a los votantes residentes en Puerto Rico, mediante plebiscitos no vinculantes, sobre elegir entre la independencia, la estadidad o la continuación de la situación actual con el aumento de competencias, según lo propuesto por el Partido Popular Democrático, los puertorriqueños han votado para seguir siendo un Estado Libre Asociado. En el más reciente de estos plebiscitos, en 1998, los puertorriqueños, por una ligera mayoría, votaron a favor de "ninguna de las anteriores”.

### Plebiscitos
En general, las tres principales alternativas que se presentan a los votantes puertorriqueños en los plebiscitos sobre el estatus político son:
- La independencia total (Independencia): que reivindica soberanía plena y cuya representación es el Partido Independentista Puertorriqueño.
- Mantener la condición de Estado Libre Asociado. (Estado Libre Asociado): que ha sido la opción política del Partido Popular Democrático y la definida desde 1952, salvo en 1998, cuando se efectuó la campaña por la opción ninguna de las anteriores como protesta contra el gobierno de turno Partido Nuevo Progresista.
- Admisión como estado de los Estados Unidos (Estadidad): opción que propugnó el Partido Nuevo Progresista, que constituye la incorporación de Puerto Rico como Estado a la Unión Federal de los EE. UU.
- En el plebiscito de 1998 se añadió la Libre Asociación, que es un pacto entre dos naciones soberanas. Un sector grande del Partido Popular Democrático se identifica y promueve la Libre Asociación, aunque todavía no se han puesto de acuerdo a los términos del pacto.

Las expectativas exactas de cada una de estas fórmulas de estatus son un tema de debate de los partidarios de una posición dada y sus detractores. Los puertorriqueños han propuesto posiciones que modifican las alternativas anteriores, tales como:
- Independencia indemnizada con una fase de subsidio estadounidense.
- Ampliación de la autonomía política, pero no fiscal.
- Estadista con una reducción progresiva de la exención de impuestos federales (Contrario a la idea falsa común, los residentes de Puerto Rico pagan impuestos federales de Estados Unidos: los impuestos de importación/exportación de productos básicos, los impuestos federales, impuestos de seguridad social y aunque la mayoría de los residentes no pagan impuestos federales sobre la renta, todos los residentes sí deben pagar impuestos federales sobre la nómina (de la Seguridad Social y Medicare) y todos los demás impuestos federales).

Véase: Plebiscito sobre el estatus político de Puerto Rico (1967), Plebiscito sobre el estatus político de Puerto Rico (1993) y Plebiscito sobre el estatus político de Puerto Rico (1998).

## Plebiscito del 2024
El 5 de noviembre de 2024 se celebró el séptimo plebiscito sobre el estatus político de Puerto Rico. A diferencia de consultas anteriores, esta votación excluyó la opción de mantener el estatus territorial actual. Las alternativas presentadas fueron: estadidad, libre asociación e independencia. Los resultados certificados el 17 de enero de 2025 fueron los siguientes: un 58.6 % de los votantes favoreció la estadidad, un 29.6 % optó por la libre asociación y un 11.8 % eligió la independencia

#### Resultados de los Plebiscitos sobre el Estatus
| | 1967   | 1993   | 1998   | 2012    | 2017    | 2020    |
| --- | ------ | ------ | ------ | ------- | ------- | ------- |
| Estado Libre Asociado / Estatus Territorial Actual (2012 y 2017) (En el 2012 este estatus representa el "Sí" a mantener la Condición Territorial Actual) | 60.4 % | 48.6 % | 0.1 %  | 46.03 % | 1.35 %  | N/D     |
| Estadidad | 39.0 % | 46.3 % | 46.5 % | 61.16 % | 97.13 % | 52.52 % |
| Independencia (En el 2017 estuvo junta a la opción de Libre Asociación)                                                                                  | 0.6 %  | 4.4 %  | 2.5 %  | 5.49 %  | 1.52 %  | N/D     |
| Pacto de Libre Asociación / Estado Libre Asociado Soberano (2012)                                                                                        | N/D    | N/D    | 0.3 %  | 33.34 % | 1.52 %  | N/D     |
| Ninguna de las Opciones Anteriores | N/D    | N/D    | 50.3 % | N/D     | N/D     | 47.48 % |
| Participación (% de votantes) | 66 %   | 74 %   | 71 %   | 78.19 % | 23.23 % | 54.72 % |

La tabla precedente resume el resultado de los plebiscitos realizados en Puerto Rico hasta el 2020 y en cada una de las preguntas fundamentales sobre el estatus político deseado y su porcentaje que cada opción sacó según la Comisión Estatal de Elecciones de Puerto Rico:
El significado exacto de los resultados del referéndum es objeto de debate por los observadores locales.

Los resultados de 1967 mostraron un fuerte apoyo para mantener el Estado Libre Asociado, pero esta victoria fue seguida por la primera derrota en su historia de veinte años de gobernación consecutiva del Partido Popular Democrático, el principal promotor del Estado Libre Asociado. Esto ocurrió en parte debido a las disputas de liderazgo.

Los resultados de 1993 sugieren un voto de protesta por las ideas impuestas para cambiar el estatus por el entonces gobernador Pedro Rosselló del Partido Nuevo Progresista, las demandas eran controvertidas porque no existía ninguna garantía, y la gran duda, de que sí sería aceptada por el Congreso.

Los resultados de 1998, donde prevaleció la opción de "ninguna de las anteriores", fue patrocinado por el PPD, y se protestaron los criterios establecidos por el entonces gobernante Partido Nuevo Progresista de Puerto Rico.

Luego en el 2012 se preguntaron dos preguntas: Mantener la Condición Territorial Actual y Cual opción no territorial se deseaba para Puerto Rico. Esto trajo grandes controversias por los partidos.

En el 2017 se consulta de nuevo pero esta vez: Estadidad, Independencia/Libre Asociación (ya que ambas son modalidades de independencias) y Estatus Territorial Actual (Estado Libre Asociado), la cual también trajo controversia con el PPD que no estaba de acuerdo con el nombre y el PIP por incluir el ELA por tanto ambos boicotearon la consulta y la participación fue muy baja (23.23 %).

Recientemente (2020) se votó de nuevo pero por primera vez se preguntó: "¿Debe Puerto Rico ser admitido a la Unión como un Estado?" (Sí o No). El resultado fue muy igualado.

#### Plebiscito de 1967
En 1967, la Asamblea Legislativa de Puerto Rico aprobó un Acta de Plebiscito que permitió una medición de los intereses políticos de sus residentes en el tema de la territorialidad y estatus político. Esta se constituyó en la primera consulta de este tipo en el territorio. Con un 60.4 % del voto y un 95 % de los municipios, la opción del Estado Libre Asociado (ELA) promovida por el gobernador Luis Muñoz Marín y el Partido Popular Democrático resultó vencedora. Durante la década siguiente, intentos que procuraban una nueva legislación que permitiese conocer la intención de los residentes de Puerto Rico sobre el estatus perimieron en los comités congresionales de la cámara legislativa.

#### Plebiscito de 1993
Un nuevo plebiscito fue organizado por el Gobierno de Puerto Rico en 1993, con el Congreso desempeñando un rol más sustancial, y donde el estatus de "Estado Libre Asociado" alcanzó mayoría. En el año anterior, Pedro Rosselló y el Partido Nuevo Progresista triunfaron en las elecciones de la gobernación, las elecciones congresionales y del comisionado residente por voto popular.

#### Plebiscito de 1998
Durante el último plebiscito organizado en Puerto Rico, el cual tuvo lugar el día 13 de diciembre de 1998, el actual estatus de Estado Libre Asociado recibió menos del uno por ciento (0.06 %) del favor del electorado. La mayoría de los electores favoreció "Ninguna de las Anteriores" frente a las cuatro opciones numeradas que presentaba la boleta. La opción numerada más votada fue la número 3, la cual presentaba el estatus de la estadidad. La definición de las opciones suscitó confrontación política y polémica, lo que consecuentemente derivó en el voto mayoritario de varios grupos hacia "Ninguna de las Anteriores". Los opositores afirmaban que la definición de "Estado Libre Asociado" tal y como figuraba en la boleta fallaba al no reconocer las garantías y protecciones constitucionales de la ciudadanía estadounidense y el hecho de que la relación entre Puerto Rico y Estados Unidos se ha establecido por mutuo acuerdo". 
La opción de la estadidad triunfó en 24 municipalidades de Puerto Rico (de un total de 78) y obtuvo un 46.5 % del voto popular, su mejor resultado en la historia.

##### Opciones del Plebiscito de 1998
"Petición al Gobierno de los Estados Unidos:

"Nosotros, el Pueblo, por la presente y en el ejercicio de nuestro derecho al amparo de la primera enmienda a la Constitución de los Estados Unidos, firmemente solicitamos al Congreso de los Estados Unidos, que con toda rapidez deliberada y tras cien años de subordinación política, se defina de manera concluyente la condición política del Pueblo de Puerto Rico y el alcance de la soberanía de los Estados Unidos de América, a los fines de resolver el actual problema territorial de la isla bajo la siguiente opción:"

###### Opción 1 (Commonwealth/Estado Libre Asociado)
"La aplicación sobre Puerto Rico de la soberanía del Congreso, que por virtud de la Ley Federal 600 de 3 de julio de 1950, delega a la Isla la conducción de un gobierno limitado a asuntos de estricto orden local bajo una Constitución propia. Dicho gobierno local estará sujeto a la autoridad del Congreso, la Constitución, las leyes y tratados de los Estados Unidos. Por virtud del Tratado de París y la Cláusula territorial de la Constitución federal, el Congreso puede tratar a Puerto Rico en forma distinta a los estados, mientras haya una base racional. La ciudadanía americana de los puertorriqueños será estatutaria. El inglés continuará siendo el idioma oficial de las agencias y tribunales del Gobierno Federal que operen en Puerto Rico."

###### Opción 2 (Libre Asociación)
"Un Tratado que reconozca la soberanía plena de Puerto Rico para desarrollar su relación con los Estados Unidos en asociación no colonial, no territorial. Estados Unidos renunciará a todos sus poderes sobre Puerto Rico, entrando al Tratado en el mismo acto. Puerto Rico retendrá todos los poderes que no se deleguen expresamente a los Estados Unidos. Puerto Rico dispondrá sobre la ciudadanía puertorriqueña. Los ciudadanos actuales de los Estados Unidos en Puerto Rico retendrán la ciudadanía americana, si así lo desean, y podrán trasmitirla a sus descendientes, sujeto a lo que dispongan las leyes de los Estados Unidos o el Tratado. Debe entenderse que, a partir de la vigencia del Tratado, el solo hecho de nacer en Puerto Rico no concederá derecho a ser ciudadano americano. El Tratado a negociarse dispondrá sobre asuntos de mercado, defensa, el uso del dólar, asistencia económica y la protección de derechos personales adquiridos. El Tratado también reconocerá la capacidad soberana de Puerto Rico para concertar convenios y otros tratados internacionales."

###### Opción 3 (Estadidad)
"El ingreso de Puerto Rico a la Unión de los Estados Unidos de América como un estado soberano, en completa igualdad de derechos, responsabilidades y beneficios con los demás estados. Reteniendo, además, la soberanía de Puerto Rico en aquellos asuntos no delegados por la Constitución de los Estados Unidos al Gobierno Federal. El derecho al voto presidencial y la representación igual en el Senado y proporcional en la Cámara de Representantes, sin menoscabo de la representación de los demás estados. Manteniendo también la presente Constitución de Puerto Rico y las mismas leyes estatales; y con ciudadanía americana permanente garantizada por la Constitución de los Estados Unidos de América. Las disposiciones de la ley federal sobre el uso del idioma inglés en las agencias y tribunales del gobierno federal en los cincuenta estados de la Unión aplicarán igualmente en el Estado de Puerto Rico, como ocurre en la actualidad."'

###### Opción 4 (Independencia)
"El reconocimiento de que Puerto Rico es una república soberana con autoridad plena sobre su territorio y en sus relaciones internacionales con una Constitución que será la Ley Suprema que provea para un sistema de gobierno republicano y la protección de los derechos humanos. Los residentes de Puerto Rico deberán lealtad a, y tendrán la ciudadanía y nacionalidad de la república de Puerto Rico. El haber nacido en Puerto Rico o tener parientes con la ciudadanía americana estatutaria por nacimiento en el anterior territorio, dejarán de ser fundamento para la ciudadanía americana; excepto que las personas que tenían la ciudadanía americana tendrán el derecho estatuario de mantener esa ciudadanía de por vida, por derecho o decisión, según provisto por las leyes del Congreso federal. Los beneficios de los individuos en Puerto Rico, adquiridos por servicios o por contribuciones hechas a los Estados Unidos, serán honrados por los Estados Unidos. Puerto Rico y los Estados Unidos desarrollarán tratados de cooperación, incluyendo asistencia económica y programatica por un período razonable, libre comercio y tránsito y el status de las fuerzas militares."

#### Consulta sobre el Estatus Político de Puerto Rico 2012
Consulta del martes, 6 de noviembre de 2012
Se transcribe a continuación los artículos de la Ley 283 del 28 de diciembre de 2011, según enmendada, que establece la celebración de una consulta sobre el estatus de Puerto Rico.
Artículo 1 - Con el objetivo de que pueda expresarse en un proceso efectivo, que permita al Pueblo Puertorriqueño expresarse en cuanto al tema del estatus de Puerto Rico de una manera justa, transparente y expedita, se realizará una consulta el 6 de noviembre de 2012, conjuntamente con las elecciones generales. El proceso constará de dos preguntas en una misma papeleta. Ambas preguntas se detallan a continuación:
(a) Primera Pregunta: Se le preguntará al Pueblo si está de acuerdo con mantener la condición política territorial actual de Puerto Rico. La primera pregunta leerá de la siguiente manera: "Instrucciones: marque la opción de su preferencia. La papeleta con más de una (1) opción marcada en esta sección no será contabilizada. ¿Está usted de acuerdo con mantener la condición política territorial actual?  Sí___ No___".
(b) Segunda Pregunta: Se le solicitará al Pueblo que escoja entre las siguientes opciones no territoriales: Estadidad, Independencia o Estado Libre Asociado Soberano. La segunda pregunta leerá de la siguiente manera: "Instrucciones: Irrespectivamente de su contestación a la primera pregunta, conteste cuál de las siguientes opciones no territoriales usted prefiere. La papeleta con más de una (1) opción marcada en esta sección, no será contabilizada. 
Estadidad:
Prefiero que Puerto Rico sea un estado de Estados Unidos de América, para que todos los ciudadanos americanos residentes en Puerto Rico tengan iguales derechos, beneficios y responsabilidades que los demás ciudadanos de los estados de la Unión, incluyendo derecho a plena representación en el Congreso y participación en las elecciones presidenciales, y que se requiera al Congreso Federal que promulgue la legislación necesaria para iniciar la transición hacia la estadidad.
Independencia: 
Prefiero que Puerto Rico sea una nación soberana y totalmente independiente de Estados Unidos y que se requiera al Congreso Federal que promulgue la legislación necesaria para iniciar la transición hacia la nación independiente de Puerto Rico.
Estado Libre Asociado Soberano:
Prefiero que Puerto Rico adopte un estatus fuera de la Cláusula Territorial de la Constitución de Estados Unidos, que reconozca la soberanía del Pueblo de Puerto Rico. El Estado Libre Asociado Soberano se basaría en una asociación política libre y voluntaria, cuyos términos específicos se acordarían entre Estados Unidos y Puerto Rico como naciones soberanas. Dicho acuerdo dispondría el alcance de los poderes jurisdiccionales que el Pueblo de Puerto Rico autorice a dejar en manos de Estados Unidos y retendría los restantes poderes o autoridades jurisdiccionales.
Plebiscito de 2017
Artículo Principal: Plebiscito sobre el estatus político de Puerto Rico de 2017
Luego del resultado del 2012 donde el electorado rechazó continuar siendo un Estado Libre Asociado territorial y eligió en la segunda pregunta ser un Estado de la Unión, el pueblo también eligió un gobierno dirigido por el Partido Popular Democrático aunque el Partido Nuevo Progresista mantuvo el escaño de Comisionado Residente. En el 2013 el Comité de Energía del Senado de los Estados Unidos realizó una conferencia donde discutió los resultados de la Consulta del 2012 y determinó que el pueblo de Puerto Rico rechazó el Estatus Actual pero no queda claro cual camino desea tomar con la segunda pregunta. El Congreso luego pasa legislación para otorgar dinero para hacer otra consulta de estatus con la autorización del Departamento de Justicia de los Estados Unidos sin embargo el gobernador Alejandro García Padilla negó tal acción promoviendo una Asamblea Constitucional de Estatus que tampoco legisló y promovió. Al llegar las elecciones del 2016, el Partido Nuevo Progresista gana las elecciones y programa un nuevo referendo ahora solo incluyendo las opciones de Estadidad o Independencia/Libre Asociación y sometieron esto al DOJ pero negaron soltar los fondos federales ya que no incluía el estatus actual territorial (El presidente del momento era Donald J. Trump). La Administración Rosselló Nevares modificaron la papeleta para incluir el actual estatus pero el PIP se opuso y decidió boicotear. El PPD no le gustó la definición del Estado Libre Asociado (estatus actual) y también boicoteó. La elección fue una de participación menor. Solo un 23 % del electorado votó en la consulta, sin embargo ante la decisión del Supremo en el 2020: "Solo los que votan determinan política pública". La Estadidad salió favorecida con un 97.13 %, segunda vez que gana una consulta. Sin embargo, ante la baja participación el avance en el Congreso no tuvo mucha relevancia. Pero después del huracán María y el trato del gobierno federal, la Isla y su estatus pasó a ser primera plana en los Estados Unidos activando el tema. El Congresista José Serrano presentó legislación con base de hacer a Puerto Rico un estado si Puerto Rico en otra consulta le decía sí a la Estadidad.
Plebiscito de 2020
Artículo Principal: Plebiscito sobre el estatus político de Puerto Rico de 2020
Luego de los huracanes María e Irma, la renuncia del Gobernador Ricardo Rosselló y la discuta del Estatus en Washington siendo parte de la Campaña Política de los Partidos Nacionales la Legislatura de la Isla pasó la Ley 51 del 2020 para convocar el día de las elecciones un consulta de estatus para confirmar que Puerto Rico verdaderamente desea ser estado con los resultados de los pasados referendos. Esto convocó a que la Gobernadora Wanda Vázquez enviara una carta solicitando al Presidente Trump y al DOJ aprobar los fondos para la consulta pero Trump rechazó la propuesta y dijo en su cuentas públicas incluyendo la respuesta del DOJ que Puerto Rico no ha rechazado su estatus actual (lo cual no es así ya que el Pueblo Puertorriqueño sí lo hizo en el 2012). A pesar de esa respuesta el Gobierno de Puerto Rico siguió promoviendo el referendo. Esto mientras en la política nacional el Partido Demócrata y Republicano debaten la idea de hacer a Puerto Rico un estado junto al Distrito de Columbia. El ex-representante Luis Vega Ramos presentó un pleito ante el Tribunal Supremo de Puerto Rico para declarar la consulta inconstitucional pero el tribunal falló en contra el ex-representante y dijo que la Consulta es constitucional ya que es para un fin público. En la misma proclama el tribunal dictaminó que también el voto presidencial queda programado para el 2024 y también es constitucional ya que es parte de la política pública debido a los pasados resultados de los referendos en donde Puerto Rico votó para ser estado de la Unión.  A pesar de esto la consulta fue llevada a cabo y por primera vez Puerto Rico en una sencilla pregunta de sí o no eligió ser un Estado. Con un total de 52.52 % de los votos el Sí gana la consulta con una participación de 55 % de los Electores Inscritos para votar (una participación mayor de la de 2017). 
A raíz de los resultados, la Asamblea Legislativa de Puerto Rico pasó legislación para aprobar una elección para elegir a los Congresistas de Puerto Rico y dar poder al gobernador para convocar tal consulta y una consulta de ratificación a una admisión si el Congreso así lo requiere. Congresistas como Raúl Grijalva prometieron hacer una conferencia para discutir estos resultados y este prometió no ser un obstáculo al proceso de admisión. La Congresista Nydia Velázquez y Alexandria Ocasio Cortez (proponentes de la independencia de Puerto Rico) presentaron legislación para hacer una Asamblea Constitucional de Estatus (esto no tiene mucho apoyo dentro de Puerto Rico y el Congreso). El Congresista Darren Soto presentó una Resolución ante el pleno de la Cámara para reconocer los resultados de la Estadidad y hacer a Puerto Rico un estado. Según el Gobernador Pedro Pierluisi, la Presidenta de la Cámara de Representantes de los Estados Unidos Nancy Pelosi presentará legislación para actuar con los resultados del referéndum y adelantar la estadidad.
Hasta el momento ningún proyecto de admisión ha sido presentado ante el 117.º Congreso de los Estados Unidos.

## Sobre el cambio de estatus
Los puertorriqueños se han expresado claramente: la mayoría no desea la continuación del estatus actual, y ha elegido con la reciente elección: la estadidad. Sin embargo, no ha habido nuevo estado desde Hawáii, en 1959. La propuesta de ELA mejorado ha sido rechazada por el Congreso basándose en que sería anticonstitucional e incoherente con el concepto general de soberanía. El próximo paso para que Puerto Rico pueda ser un estado es presentar una Resolución Conjunta o una Acta de Admisión aprobada por la Cámaras de Representantes y Senado de los Estados Unidos. 
Un nuevo estado de los EE. UU., según la Constitución, tiene que ser aprobado por el Congreso y luego pasado para la firma del Presidente de los Estados Unidos
La admisión de nuevos estados, en el pasado, ha sido en el caso de muchos un tema discutido y discutible. El estado de Texas, en aquel momento (1836-1845) república independiente, tardó nueve años en conseguir la admisión. La admisión de Alaska como estado, también en 1959, fue resultado de un proceso que duró más de una década. Hay un caso con ciertos paralelismos al de Puerto Rico: Washington D. C., que tiene más habitantes que los estados de Wyoming y Vermont. Sus habitantes ansiosamente desean ser admitidos como el estado de Washington D. C., con el cual ganarían representación en el Congreso y completo autogobierno. Se ha discutido durante décadas. Pero Washington D. C. es muy Demócrata, y los Republicanos en el Congreso, se oponen. Aunque por primera vez en la historia la Cámara votó por hacerlo estado con el Proyecto HR 1 2020. En cambio Puerto Rico aunque recientemente (2020) los líderes republicanos se oponen podría a pasar a ser un estado conservador debido a su cultura y religiosidad.
A pesar de todo esto. Todo cambio al estatus debe ser aprobado por el Congreso de los Estados Unidos.
En mayo de 2022, los miembros del Congreso que patrocinan proyectos de ley en competencia sobre cómo resolver el estatus territorial de Puerto Rico y su relación con los EE. UU. se unieron para presentar una nueva legislación que combina ambos. La legislación propuesta combina elementos del proyecto de ley a favor de la estadidad presentado por el representante Darren Soto, D-Fla., y la representante Jenniffer González, miembro del Congreso de Puerto Rico sin derecho a voto y republicana, junto con la Ley de Autodeterminación de Puerto Rico de los representantes. Alexandria Ocasio-Cortez y Nydia Velázquez, ambas demócratas de Nueva York. El proyecto de ley dice que el 5 de noviembre de 2023 se realizará un plebiscito para resolver el estatus político de Puerto Rico.
En abril de 2023, los demócratas reintrodujeron en la Cámara la Ley del Estatus de Puerto Rico, que busca resolver su estatus territorial y su relación con los Estados Unidos a través de un plebiscito vinculante a nivel federal..
En noviembre de 2023, dos senadores estadounidenses por el estado de Connecticut, Chris Murphy y Richard Blumenthal, ambos demócratas, contribuyeron al Senado con una legislación que allanaría el camino para que Puerto Rico determinara su propio estatus mediante un referéndum vinculante celebrado en noviembre de 2025. Los residentes puertorriqueños tendrían la opción de votar por la independencia del estado o por la soberanía de libre asociación con los Estados Unidos de América..
En abril de 2024, el Comité Asesor de Puerto Rico de la Comisión de Derechos Civiles de Estados Unidos emitió un memorando destacando el sometimiento de Puerto Rico y revelando las persistentes disparidades que enfrentan sus 3,2 millones de ciudadanos estadounidenses. El memorando expone una realidad triste pero innegable: los puertorriqueños han estado sujetos a discriminación estructural y racial por parte del Congreso y la Corte Suprema durante más de 100 años en función de su estatus territorial, derechos federales de voto, Medicare, Seguro Social y beneficios para veteranos. El Comité Asesor se centra en los miembros del Congreso que pueden abordar este legado de opresión territorial apoyando las versiones del Senado y la Cámara de Representantes de la Ley del Estatus de Puerto Rico. El comité planea investigar estas disparidades y presentar recomendaciones para poner fin a las inequidades y violaciones de los derechos civiles derivadas del estatus territorial de Puerto Rico..